# Les Psychopathes
Les Psychopathes (en russe: Psykhopaty) est une nouvelle d’Anton Tchekhov, parue en 1885.

## Historique
Les Psychopathes est initialement publié dans la revue russe Le Journal de Pétersbourg, no 275, du 7 octobre 1885, sous le pseudonyme A.Tchekhonte. 

## Résumé
Le conseiller titulaire Simon Nianine est à table avec son fils Grégoire et sa femme. Les deux hommes sont inquiets de la situation politique en Europe : va-t-il y avoir des guerres en cascades ? Puis ce sont des craintes sur une éventuelle épidémie de choléra et des vols dans les banques.
Grégoire s’étend ensuite sur une affaire judiciaire qui tient en haleine le pays, le procès Minonovitch. Qui a tué? Il faut aller chercher les preuves au fond de la Néva, que l’on fasse venir des scaphandriers de Londres ou New York. Les deux hommes s’agitent et vont faire la sieste en proie à mille tourments.

## Édition française
- Les Psychopathes, dans Œuvres de A.Tchekhov 1885, traduit par Madeleine Durand et Édouard Parayre, Les Éditeurs Français Réunis, 1955, numéro d’éditeur 431.